# Hot Club de Frank
Hot Club de Frank is een van de bekendste Nederlandse Hot Cluborkesten.
Dit kwartet bestaat uit sologitarist Harold Berghuis, zanger en contrabassist Frank Meester, violist Jelle van Tongeren en saxofonist Wim Lammen. Het orkest poogt een nieuw geluid te creëren binnen de zigeunerjazz met andere ritmen, andere instrumenten en bijzondere arrangementen. Hot Club de Frank speelde drie keer op het North Sea Jazz Festival en op het Montreux Jazz Festival en beleefde het vijf Europese tournees.
Met hun naam verwijzen ze naar de Parijse Hot Club de France en het daarnaar vernoemde Quintette du Hot Club de France uit de jaren 1930-40, waarvan Django Reinhardt en Stéphane Grappelli de belangrijkste leden waren.

## Discografie
- De Heren van het Circus (1997, eigen beheer)
- Shine (2000, Samsam Music)
- Balz Pucino (2002, Samsam Music)
- Heel de band is favoriet (2003, Munich Records)
- Op de bonnefooi (2004, Munich Records)
- Swing de Paris (2005, Chamsa Records)
- Bella Ciao (2009, Chamsa Records)
- Sugar and more (2010, heruitgave van een cassette uit 1994, Samsam Music)